# Кіркель
Кіркель (нім. Kirkel) — громада в Німеччині, знаходиться в землі Саар. Входить до складу району Саарпфальц.
Площа — 31,38 км2. Населення становить 9992 ос. (станом на 31 грудня 2021).